# Phytomyza genalis
Phytomyza genalis este o specie de muște din genul Phytomyza, familia Agromyzidae, descrisă de Axel Leonard Melander în anul 1913.
Este endemică în Illinois. Conform Catalogue of Life specia Phytomyza genalis nu are subspecii cunoscute.